# Marden-Walker-Syndrom
Das Marden-Walker-Syndrom ist eine sehr seltene angeborenes Fehlbildungssyndrom mit den Hauptmerkmalen Blepharophimose, Gelenkkontrakturen und ausgeprägter Entwicklungsretardierung.
Die Bezeichnung bezieht sich auf die Autoren der Erstbeschreibung aus dem Jahre 1966 durch die US-amerikanischen Kinderärzte P. M. Marden und W. Walker.
Möglicherweise lag bei dem 1944 von M. I. Ealing beschriebenen Kind dieses Syndrom vor.

## Verbreitung
Die Häufigkeit wird mit unter 1 zu 1.000.000 angegeben, die Vererbung erfolgt autosomal-rezessiv.

## Ursache
Der Erkrankung liegen Mutationen im PIEZO2-Gen auf Chromosom 18 Genort p11.22-p11.21 zugrunde.

## Klinische Erscheinungen
Klinische Kriterien sind:
- Mikrozephalie, Entwicklungsverzögerung, muskuläre Hypotonie
- Gesichtsauffälligkeiten: Blepharophimose, Strabismus, kleines Kinn
- Skelettauffälligkeiten: verminderte Muskelmasse, angeborene Kontrakturen (Ellbogen-; Knie-, Hüftgelenk), Klumpfuß, Kyphoskoliose, Kamptodaktylie, Arachnodaktylie
- Kleinwuchs
- abnormale Dermatoglyphen, Vierfingerfurchen
- Kryptorchismus, Hypospadie bzw. Klitorishypertrophie, hypoplastische Schamlippen

## Diagnose
Die Diagnose ergibt sich aus der Kombination der klinischen Befunde.

## Differentialdiagnose
Abzugrenzen sind u. a. das De-Grouchy-Syndrom, Schwartz-Jampel-Syndrom und Van-den-Ende-Gupta-Syndrom.